# Bistum Keta-Akatsi
Das Bistum Keta-Akatsi (lat.: Dioecesis Ketaënsis-Akatsiensis) ist eine in Ghana gelegene römisch-katholische Diözese mit Sitz in Akatsi.

## Geschichte
Das Bistum Keta-Akatsi wurde am 15. März 1923 durch Papst Pius XI. aus Gebietsabtretungen der Apostolischen Vikariate Goldküste und Togo als Apostolisches Vikariat Untervolta errichtet.
Am 18. April 1950 wurde das Apostolische Vikariat Untervolta durch Papst Pius XII. mit der Apostolischen Konstitution Laeto accepimus zum Bistum erhoben und in Bistum Keta umbenannt. Es wurde dem Erzbistum Accra als Suffraganbistum unterstellt. Das Bistum Keta gab am 23. April 1956 Teile seines Territoriums zur Gründung des Bistums Navrongo ab. Am 20. Juni 1975 wurde das Bistum Keta in Bistum Keta-Ho umbenannt. Das Bistum Keta-Ho gab am 19. Dezember 1994 Teile seines Territoriums zur Gründung des Bistums Jasikan ab. Am 19. Dezember 1994 wurde das Bistum Keta-Ho durch Papst Johannes Paul II. mit der Apostolischen Konstitution Venerabiles Fratres in die Bistümer Keta-Akatsi und Ho geteilt.

## Ordinarien

### Apostolische Vikare von Untervolta
- Augustin Hermann SMA, 1923–1945
- Joseph Gerald Holland SMA, 1946–1950

### Bischöfe von Keta
- Joseph Gerald Holland SMA, 1950–1953
- Antoon Konings SMA, 1954–1975

### Bischöfe von Keta-Ho
- Antoon Konings SMA, 1975–1976
- Francis Anani Kofi Lodonu, 1976–1994, dann Bischof von Ho

### Bischöfe von Keta-Akatsi
- Anthony Kwami Adanuty, 1994–2016
- Gabriel Edoe Kumordji SVD, seit 2017